# Talking Book
Talking Book is het zestiende studioalbum van Stevie Wonder. Wonder verzorgde samen met Malcolm Cecil en Robert Margouleff (van Tonto's Expanding Head Band) de muzikale productie, met Joan DeCola en Austin Godsey als geluidstechnici van dienst. Tamla Records, een sublabel van Motown, bracht het album op 27 oktober 1972 uit. Door een nieuwe overeenkomst met het platenlabel verwierf Wonder in maart dat jaar meer artistieke vrijheid en hij begon met Music of My Mind aan een zeer productieve periode, die ook wel zijn 'klassieke periode' wordt genoemd. Tijdens de hieropvolgende concerttournee door de Verenigde Staten schreef hij de muziek van Talking Book.
In 1972 trad Wonder in het voorprogramma van The Rolling Stones op, met als gevolg dat twee van zijn singles in de Verenigde Staten nummer één-hits werden: het energieke funknummer "Superstition" en het liefdesliedje "You Are the Sunshine of My Life". Ook het album zelf sloeg bij het publiek aan. Wonder bereikte met Talking Book de 24ste plaats in de Noorse, de zestiende plaats in de Britse en de derde plaats in de de Amerikaanse hitlijst. Bij de uitreiking van de Grammy Awards in 1973 viel hij vijfmaal in de prijzen: twee keer voor "Superstition", één keer voor "You Are the Sunshine of My Life" en drie keer voor latere uitgaven.
Muziektijdschrift Rolling Stone zette Talking Book op de negentigste plaats in hun lijst van de vijfhonderd beste albums aller tijden. Het album werd beschreven in het boek 1001 Albums You Must Hear Before You Die.

## Tracklist
Op één nummer na, werden alle liedjes geschreven door Wonder. Eén nummer werd geschreven door Yvonne Wright, met wie Wonder ook een nummer samen schreef. Een ander nummer schreef hij samen met Syreeta Wright.

| Nr. | Titel                                | Schrijver(s)  | Duur |
| --- | ------------------------------------ | ------------- | ---- |
| 1.  | You Are the Sunshine of My Life      | Stevie Wonder | 2:45 |
| 2.  | Maybe Your Baby                      | Wonder        | 6:45 |
| 3.  | You And I (We Can Conquer The World) | Wonder        | 4:39 |
| 4.  | Tuesday Heartbreak                   | Wonder        | 3:09 |
| 5.  | You've Got It Bad Girl               | Yvonne Wright | 4:55 |

| 1.                 | Superstition                                       | Wonder                 | 4:40 |
| 2.                 | Big Brother                                        | Wonder                 | 3:35 |
| 3.                 | Blame It on the Sun                                | Wonder, Syreeta Wright | 3:28 |
| 4.                 | Lookin' for Another Pure Love                      | Wonder                 | 4:45 |
| 5.                 | I Believe (When I Fall in Love it Will Be Forever) | Wonder, Y. Wright      | 4:48 |
| Totale duur: 43:31 |                                                    |                        |      |

## Musici
Naast de multi-instrumentalist Wonder waren bij de volgende liedjes ook andere musici betrokken:
"You Are the Sunshine of My Life"
- Gloria Barley, Jim Gilstrap, Lani Groves - zang
- Scott Edwards - basgitaar
- Daniel Ben Zebulon - conga's

"Maybe Your Baby"
- Ray Parker Jr. - gitaar

"You've Got It Bad Girl"
- Deniece Williams, Shirley Brewer - zang
- Dave Sanborne - altsaxofoon

"Superstition"
- Steve Madaio - trompet
- Trevor Laurence - saxofoon

"Blame It on the Sun"
- Jim Gilstrap, Lani Groves - zang

"Lookin' for Another Pure Love"
- Buzzy Feton, Jeff Beck - gitaar
- Debra Wilson, Loris Harvin, Shirley Brewer - zang